# 베이트라히아
베이트라히아(Beit Lahia) 또는 베이트라히야(Beit Lahiya, 아랍어: بيت لاهيا)는 팔레스타인 북가자주 자발리아 북쪽 가자 지구에 있는 도시이다. 베이트 하눈 옆에 위치하며 이스라엘 국경과 가깝다. 팔레스타인 중앙통계국에 따르면 2017년 이 도시의 인구는 89,838명이었다.